# Чомаков, Красимир
Красимир Петков Чомаков (болг. Красимир Чомаков; род. 8 июня 1977, Пловдив, Болгария) — болгарский футболист, выступавший на позиции полузащитника. Завершил карьеру в 2013 году.

## Клубная карьера
Красимир Чомаков — бывший игрок сборной Болгарии, выступал за команды «Марицы», «ЦСКА (София)», «Равенны» и «Лечче». В 2002 году, после непродолжительного пребывания в греческом клубе «Паниониос», Чомаков решил вернуться играть в Италию, где подписал контракт с клубом Серии D «Бока Сан Лаззаро». Там он играл в более атакующей роли, забив пять голов за пять сезонов (четыре в Серии D и один в Серии C2). В январе 2007 года он перешёл в «Пиццигеттоне» из Серии C. В июле того же года перешёл в команду Серии C1 «Кремонезе».
В феврале 2009 года он был отдан в аренду до конца сезона в команду Высшего дивизиона Профессиональной лиги «Лекко». За время своей карьеры Чомаков приобрёл репутацию искусного исполнителя штрафных ударов.

## Карьера в сборной
Чомаков является бывшим игроком сборной Болгарии до 21 года, в составе которой он сыграл тридцать три матча и забил пять мячей. Он дебютировал за сборную Болгарии 20 июля 1995 года в товарищеском матче со сборной Узбекистана, закончившемся вничью 0:0.

### Голы за сборную[5][6]
| Гол | Дата            | Место                                    | Соперник          | Счёт | Результат | Турнир                      |
| --- | --------------- | ---------------------------------------- | ----------------- | ---- | --------- | --------------------------- |
| 1.  | 9 февраля 2000  | Элиас Фигероа Брандер, Вальпараисо, Чили | Словакия          | 1:0  | 1:0       | Товарищеский матч           |
| 2.  | 24 января 2001  | Морелос, Морелия, Мексика                | Мексика           | 2:0  | 2:0       | Товарищеский матч           |
| 3.  | 28 февраля 2001 | Хусейн ибн Абдалла, Амман, Иордания      | Иордания          | 1:0  | 2:0       | Товарищеский матч           |
| 4.  | 24 марта 2001   | Болгарска Армия, София, Болгария         | Исландия          | 1:1  | 2:1       | ЧМ-2002 (отборочный турнир) |
| 5.  | 28 марта 2001   | Болгарска Армия, София, Болгария         | Северная Ирландия | 3:1  | 4:3       | ЧМ-2002 (отборочный турнир) |

## Личная жизнь
Чомаков болеет за софийский «ЦСКА» и Ливерпуль. Он женат и имеет дочь по имени Алесия. Он помогает со спонсорством любительской команды «Черноземен».

## Награды

### ЦСКА
- Кубок Болгарии: 1998/99